# EFPA
La Sports Group of European Former Football Players Associations (EFPA) es la primera federación europea que agrupa asociaciones de exfutbolistas de primera división de todos los países de la UEFA.

## Valores y misión
La EFPA nace con la vocación de velar por el reconocimiento público, social e institucional de la figura del exjugador en tanto que historia viva del fútbol europeo así como por su contribución al desarrollo de identidades colectivas, integración de comunidades y modelo de deportividad. 
La pasión por unos colores se transmite de padres a hijos, generación tras generación. Y fueron los ahora veteranos los que plantaron la semilla en muchos de estos padres cuando trabajaban para consolidar el rol social y cultural del fútbol. 
El exjugador es también uno de los ejes de la historia de los clubes europeos. Es el protagonista de victorias históricas, derrotas dramáticas y entrañables anécdotas que sedimentan en la memoria colectiva de las comunidades de toda Europa forjando identidades, recuerdos y valores que contribuyen directamente en la integración de los pueblos europeos.

## Asociaciones Miembro
- Aberdeen F.C. Former Players Association
- Associació Ex-jugadors RCD Mallorca
- Association of Veteran Footballers of OFI
- Aston Villa Former Players Association
- Heroes- Newcastle United Former Players Association
- Agrupació Barça Veterans
- Ex-Canaris Nantais
- Club Brugge KV
- Rangers Former Players'Club
- Agrupació Veterans RCD Espanyol
- AS Monaco F.C.
- Asociación Veteranos Real Madrid CF
- Anciens des Girondins Bordeaux
- TSV Bayer 04 Leverkusen
- Everton FC Former Players Foundation
- Olympiacos Veteran Football Players
- Football Union Russia

## EFPA Match

### El partido
El Eindhoven Match ‘06 dio el pistoletazo de salida a la celebración anual de un partido de alto nivel que la Selección EFPA disputará frente a una selección nacional de veteranos del país donde tenga lugar la final de la Copa de la UEFA. 
En este sentido, el EFPA Match se enmarca dentro de la Final de una competición oficial de la UEFA con la participación de la Federación Nacional de Fútbol, las autoridades locales y los Clubes deportivos de la ciudad anfitriona. 
En esta ocasión, la Final de la Copa de la UEFA se celebra en Eindhoven (Holanda) y la Selección EFPA, de la mano de su seleccionador, Terry Venables, se enfrentará con antiguos compañeros que integrarán una Selección neerlandesa de Veteranos.
El encuentro es un acontecimiento excepcional que una vez al año reunirá a grandes nombres del fútbol para disputar un amistoso en homenaje a la figura del exjugador. 

### El seleccionador
Terry Venables representa a la EFPA tanto en el terreno de juego como en el banquillo. Jugó en equipos ingleses como el Chelsea F.C., el Tottenham Hotspurs o el Crystal Palace. Como entrenador, dirigió equipos como el Crystal Palace, Queens Park Rangers, FC Barcelona, Tottenham Hotspurs o la selección inglesa, entre otros.
En Europa, su nombre es sinónimo de éxito del fútbol inglés. Como seleccionador de Inglaterra, llevó al equipo a un gran nivel de juego y a conseguir grandes resultados en el Europeo de 1996. Fue gracias a los resultados obtenidos con los clubes londinenses que su nombre empezó a sonar en grandes clubes europeos y en 1984 fichó como entrenador del FC Barcelona. 
Persona polifacética y muy comprometida con los exjugadores, Venables es el primer seleccionador europeo de veteranos que, por convicción propia, hace suyos los valores de la EFPA para concienciar a los jugadores en activo: “Debes pensar que cuando un jugador cuelga las botas es como un estudiante que acaba la escuela a los 35. Es un periodo muy crítico porque el fútbol te ha dado mucha riqueza: has dado a tu familia lo mejor, y de repente no tienes nada”.

### El equipo EFPA
España
- Juan Carlos Rodríguez
- Andoni Goikoetxea
- Roberto Fernández
- Fernando Hierro

Austria
- Toni Polster

Bélgica
- Enzo Scifo

Francia
- Jean-Pierre Papin

Alemania
- Ulf Kirsten
- Mario Basler

Estonia
- Valery Karpin

Portugal
- Paulo Sousa

Escocia
- Ally McCoist

Inglaterra
- Peter Beardsley
- Dave Watson

Polonia
- Dariusz Dziekanowski

Croacia
- Zvonimir Boban

Suecia
- Thomas Ravelli

Rumanía
- Gica Popescu